# 게마가
게마가(ゲーマガ, Gemaga)는 1984년에 비프(Beep)라는 이름으로 창간되고 SB 크리에이티브에서 발행하는 일본 비디오 게임 잡지이다. 역사 중에 Beep, Beep! MegaDrive, Sega Saturn Magazine, Dreamcast Magazine, Dorimaga로 다양하게 알려지다가 마지막으로 '게마가'가 되었다. 2012년 5월에 창간이 종료되었을 때 일본에서 가장 오래 지속된 게임 잡지였다.

## 역사
이 잡지는 1984년 소프트뱅크 퍼블리싱(Softbank Publishing)에서 가정용 컴퓨터, 아케이드 기계 및 게임 콘솔용 비디오 게임을 다루기 위해 비프(Beep)라는 이름으로 월간 간행물로 시작했다. 원래 레이아웃은 남성 잡지 POPEYE에서 영감을 받았다.